# Монголски мармот
Монголските мармоти (Marmota sibirica) са вид дребни бозайници от семейство Катерицови (Sciuridae).
Разпространени са в степите и планинските области в по-голямата част от Монголия и съседните части на Китай и Русия. Достигат дължина на тялото 60 cm и маса 9,8 kg. Хранят се главно с трева. Известни са като преносител на чума.